# Каролина фон Хесен-Ротенбург
Каролина фон Хесен-Райнфелс-Ротенбург (на немски: Karoline von Hessen-Rheinfels-Rotenburg; * 18 август 1714, замък Ротенбург в Ротенбург на Фулда; † 14 юни 1741, Ил де Франс, Париж) е ландграфиня от Хесен-Райнфелс-Ротенбург и чрез женитба херцогиня на Бурбон и принцеса дьо Бурбон-Кондé (1728 – 1741).

## Произход
Тя е дъщеря на ландграф Ернст II Леополд фон Хесен-Ротенбург (1684 – 1749) и Елеонора фон Льовенщайн-Вертхайм (1686 – 1753).

## Фамилия
Каролина се омъжва на четиринадесет години на 22 юли 1728 г. в Шалонс, Сари, за принц Луи IV Хенри дьо Бурбон, принц дьо Конде (* 18 август 1692; † 27 януари 1740), син на херцог Луи Анри I дьо Бурбон, принц дьо Конде (1692 – 1740) и Луиза Франсоаз (1673 – 1743), незаконна дъщеря на френския крал Луи XIV († 1715). Тя е втората му съпруга. Те имат един син:
- Луи Жозеф дьо Бурбон-Конде (1736 – 1818), принц дьо Конде, женен

1. на 3 май 1753 г. за Шарлота Годефрида дьо Роан-Субиз (1737 – 1760)
2. на 24 октомври 1798 г. за Мария-Катерина ди Бринол-Сале (1737 – 1813), вдовица на княз Оноре III от Монако (1720 – 1795)

Каролина има таен любовник Жан-Баптист-Франсоа-Жозеф дьо Саде (1702 – 1767).